# Crowley (Louisiana)
Crowley település az Amerikai Egyesült Államok Louisiana államában, Acadia megyében, melynek megyeszékhelye is. Lakosainak száma 11 710 fő (2020. április 1.).

## Népesség
A település népességének változása:

| 2010 | 13 265 |
| 2020 | 11 710 |